# Ghana ai Giochi olimpici
Il Ghana ha partecipato per la prima volta ai Giochi olimpici nel 1952, come Costa d'Oro, mentre la sua prima partecipazione ai Giochi olimpici invernali è avvenuta a Vancouver 2010.
Gli atleti ghanesi hanno vinto 5 medaglie ai Giochi olimpici estivi.
Il Comitato Olimpico Ghanese venne creato e riconosciuto dal CIO nel 1952.

## Medaglieri

### Medaglie ai Giochi olimpici estivi
| Giochi                 | Oro              | Argento          | Bronzo           | Totale           |
| ---------------------- | ---------------- | ---------------- | ---------------- | ---------------- |
| Helsinki 1952          | 0                | 0                | 0                | 0                |
| Melbourne 1956         | non partecipante | non partecipante | non partecipante | non partecipante |
| Roma 1960              | 0                | 1                | 0                | 1                |
| Tokyo 1964             | 0                | 0                | 1                | 1                |
| Città del Messico 1968 | 0                | 0                | 0                | 0                |
| Monaco di Baviera 1972 | 0                | 0                | 1                | 1                |
| Montréal 1976          | non partecipante | non partecipante | non partecipante | non partecipante |
| Mosca 1980             | non partecipante | non partecipante | non partecipante | non partecipante |
| Los Angeles 1984       | 0                | 0                | 0                | 0                |
| Seul 1988              | 0                | 0                | 0                | 0                |
| Barcellona 1992        | 0                | 0                | 1                | 1                |
| Atlanta 1996           | 0                | 0                | 0                | 0                |
| Sydney 2000            | 0                | 0                | 0                | 0                |
| Atene 2004             | 0                | 0                | 0                | 0                |
| Pechino 2008           | 0                | 0                | 0                | 0                |
| Londra 2012            | 0                | 0                | 0                | 0                |
| Rio de Janeiro 2016    | 0                | 0                | 0                | 0                |
| Tokyo 2020             | 0                | 0                | 1                | 1                |
| Parigi 2024            | 0                | 0                | 0                | 0                |
| Totale                 | 0                | 1                | 4                | 5                |

### Medaglie ai Giochi olimpici invernali
| Giochi           | Oro              | Argento          | Bronzo           | Totale           |
| ---------------- | ---------------- | ---------------- | ---------------- | ---------------- |
| Vancouver 2010   | 0                | 0                | 0                | 0                |
| Soči 2014        | non partecipante | non partecipante | non partecipante | non partecipante |
| Pyeongchang 2018 | 0                | 0                | 0                | 0                |
| Pechino 2022     | 0                | 0                | 0                | 0                |
| Totale           | 0                | 0                | 0                | 0                |

### Medaglie per disciplina
| Sport    | Oro | Argento | Bronzo | Totale |
| -------- | --- | ------- | ------ | ------ |
| Pugilato | 0   | 1       | 3      | 4      |
| Calcio   | 0   | 0       | 1      | 1      |
| Totale   | 0   | 1       | 4      | 5      |

### Medagliati
| Medaglia | Atleta | Edizione        | Sport    | Evento              |
| -------- | --- | --------------- | -------- | ------------------- |
| Argento  | Clement Quartey | Roma 1960       | Pugilato | Pesi Super Leggeri  |
| Bronzo   | Eddie Blay | Tokyo 1964      | Pugilato | Pesi Super Leggeri  |
| Bronzo   | Prince Amartey | Monaco 1972     | Pugilato | Pesi Medi           |
| Bronzo   | Joachin Yaw Acheampong, Simon Addo, Sammi Adjei, Frank Amankwah, Bernard Aryee, Isaac Asare, Kwame Ayew, Ibrahim Dossey, Mohammed Gargo, Samuel Kumah, Nii Lamptey, Yaw Preko, Shamo Quaye | Barcellona 1992 | Calcio   | Torneo maschile     |
| Bronzo   | Samuel Takyi | Tokyo 2020      | Pugilato | Pesi piuma maschili |